# Brandico
Brandico (lombardul: Brandìch) település Olaszországban, Lombardia régióban, Brescia megyében. Lakosainak száma 1731 fő (2023. január 1.). Brandico Corzano, Longhena, Maclodio, Mairano és Trenzano községekkel határos.

## Népesség
A település népességének változása:
| Lakosok száma | 1685 | 1695 | 1731 |
|               | 2017 | 2018 | 2023 |